# Matthew Higgs
Pour les articles homonymes, voir Higgs (homonymie).
Matthew Higgs (né en 1964) est un artiste, conservateur, écrivain et éditeur britannique.    
Sa contribution à l'art contemporain britannique comprend la création d'Impint 93, une série d'éditions d'artistes mettant en vedette le travail d'artistes tels que Martin Creed et Jeremy Deller.    
Au cours des années 1990, il a promu des artistes en dehors du courant dominant des Young British Artists de cette période.

## Biographie
Higgs est né dans le Yorkshire de l'Ouest. Il étudie les beaux-arts à l’École polytechnique de Newcastle (depuis renommée université de Northumbria). En 1988, il s’installe à Londres et travaille pour l’agence de publicité Grey dans le département médias.

## Imprint 93
En 1993, il fonde sa propre maison, Imprint 93, en publiant une série d'éditions et de multiples d'artistes. Les artistes participants comprenaient Billy Childish, Martin Creed, Chris Ofili, Elizabeth Peyton, Peter Doig et Jeremy Deller. En 1994,  sélectionné par Jan Dibbets et Rudi Fuchs, Higgs expose à l'EASTinternational (en). L'exposition "Imprint 93 / Cabinet Gallery", présentant le travail de Martin Creed, s'est tenue à la Cabinet Gallery en 1994 et "Imprint 93 / City Racing" a eu lieu à City Racing (en) en 1995.